# 임남면
임남면(任南面)은 대한민국 강원특별자치도 철원군의 면이다.

## 개요
1962년까지 대한민국의 김화군이었다. 수동리를 제외하고는 전부 군사분계선 이북 지역이다. 민간인출입통제구역으로 주민이 거주하지 않으며, 철원군 근남면에서 행정사무를 대행한다.
철원군의 최동단이나, 철원군의 원동면과의 사이에 북한강이 흐르고 있어서 이를 건너려면 군(郡)의 경계를 지나 화천군을 거쳐야 하기 때문에 월경지나 다름없다.

## 리
관할 구역의 지번은 전체가 수동리 아래로 부여되어 있다.
| 법정리 | 한자명 | 행정리 | 비고           |
| ------ | ------ | ------ | -------------- |
| 달전리 | 達田里 | -      | 거주 인구 없음 |
| 과호리 | 科湖里 | -      | 거주 인구 없음 |
| 좌패리 | 佐佩里 | -      | 거주 인구 없음 |
| 수동리 | 水洞里 | -      | 거주 인구 없음 |